# اوریانا (فیلم)
اوریانا (انگلیسی: Oriana) فیلمی به کارگردانی فینا تورس است که در سال ۱۹۸۵ منتشر شد. این فیلم برنده دوربین طلایی از جشنواره فیلم کن شده است.